# Abstrakter Expressionismus
Der abstrakte Expressionismus ist eine nordamerikanische Kunstrichtung der modernen Malerei, die vornehmlich durch die New York School in den späten 1940er bis frühen 1960er Jahren bekannt wurde. Ihre Hauptströmungen manifestierten sich im Action Painting und der Farbfeldmalerei.

## Charakteristik

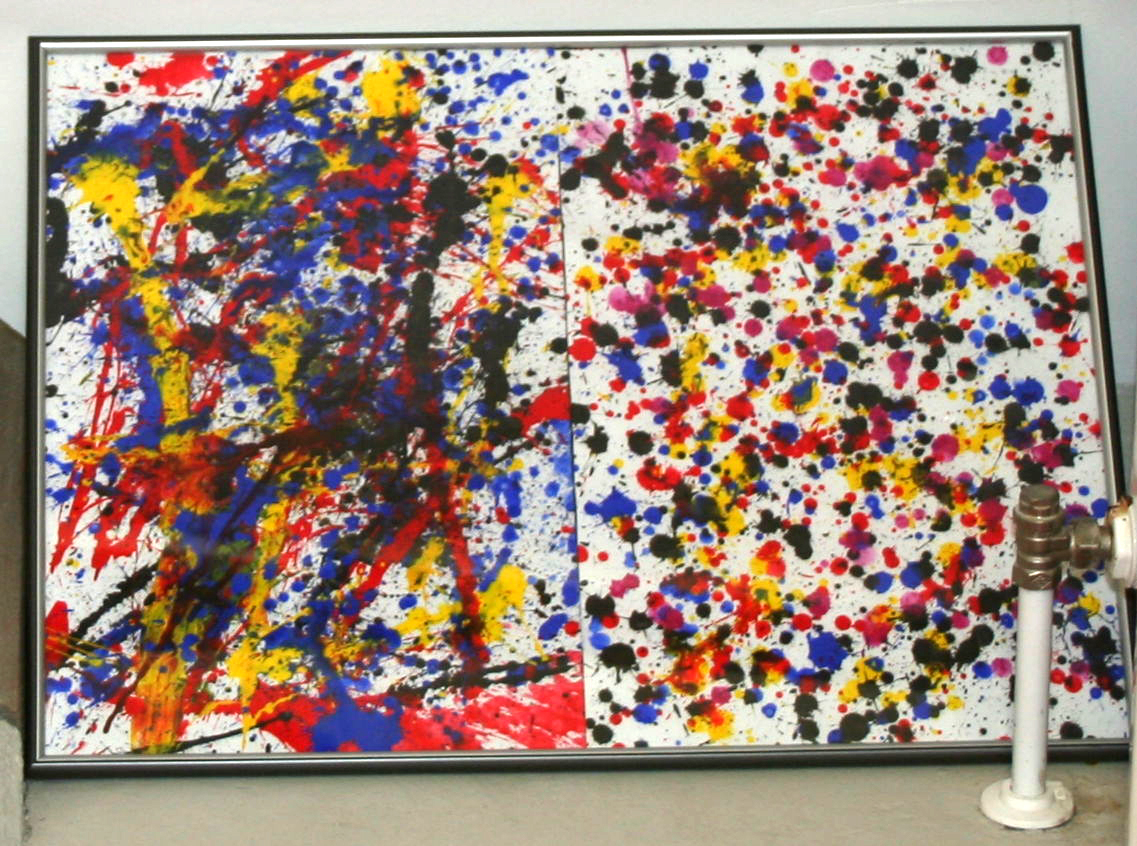
Maltechniken des Action Painting: Farbauftrag links gespritzt, rechts getröpfelt

Allen Ausprägungen des abstrakten Expressionismus war gemeinsam, dass das Gefühl, die Emotion und die Spontanität wichtiger waren als Perfektion, Vernunft und Reglementierung. Die Darstellungsweise war abstrakt, teilweise auch abstrakt-figurativ. Er übernahm die surrealistische Technik des Automatismus und die kubistische Idee der flächigen Räumlichkeit.
Die Maltechniken wurden variiert und der Farbauftrag auf den Malgrund wurde mit Pinseln, Spachteln, mit der Handfläche, mit Hilfe von durchlöcherten Behältern (dripping) oder Eimern vollzogen.
Der Gründungsdirektor des Museum of Modern Art in New York, Alfred Barr, charakterisierte die – nach Fauvismus und Kandinsky – zweite Strömung abstrakter Malerei „eher intuitiv und emotional als intellektuell, ihre Formen sind eher organisch und biomorph als geometrisch, eher kurvig als rechteckig, eher dekorativ als strukturell, und in ihrer Begeisterung für das Mystische, Spontane und Irrationale ist sie eher romantisch als klassisch“.

## Namensgebung
Die Bezeichnung abstract expressionism für diese Kunstrichtung geht auf den langjährigen Kunstkritiker des New Yorker, Robert Coates, zurück. Er verwendete ihn anlässlich der Besprechung der ersten umfassenden Ausstellung von Hans Hofmann 1946 in der Mortimer Brandt Gallery.

„Denn er [gemeint ist Hans Hofmann] ist sicher einer der kompromisslosesten Vertreter dessen, was einige als ‚Klecks- und Sudelschule der Malerei‘ bezeichnen und was ich, auf freundlichere Weise, Abstrakten Expressionismus getauft habe.“

Der jüdisch-deutsche Emigrant Hans Sahl war nach eigenen Angaben dabei, als der Begriff „Abstrakter Expressionismus“ erfunden wurde: „Ich hatte ihre Anfänge in der Cedar Bar und im White Horse Inn kennengelernt, als mein Freund, der Bildhauer Peter Grippe, mich mit einigen jungen Leuten bekannt machte, die behaupteten, man müsse etwas Neues erfinden, etwas, das weder abstrakt noch expressionistisch wäre und doch beides zugleich. ‚Warum nicht abstrakter Expressionismus?‘ sagte ein stämmiger, etwas bedrohlich aussehender Mann, der Jackson Pollock hieß. Man prostete einander mit Bierflaschen zu. Das war kurz nach dem Zweiten Weltkrieg. Dann griffen die Kunsthändler die Idee auf, und der abstrakte Expressionismus eroberte die Welt“.

## Varianten und Strömungen

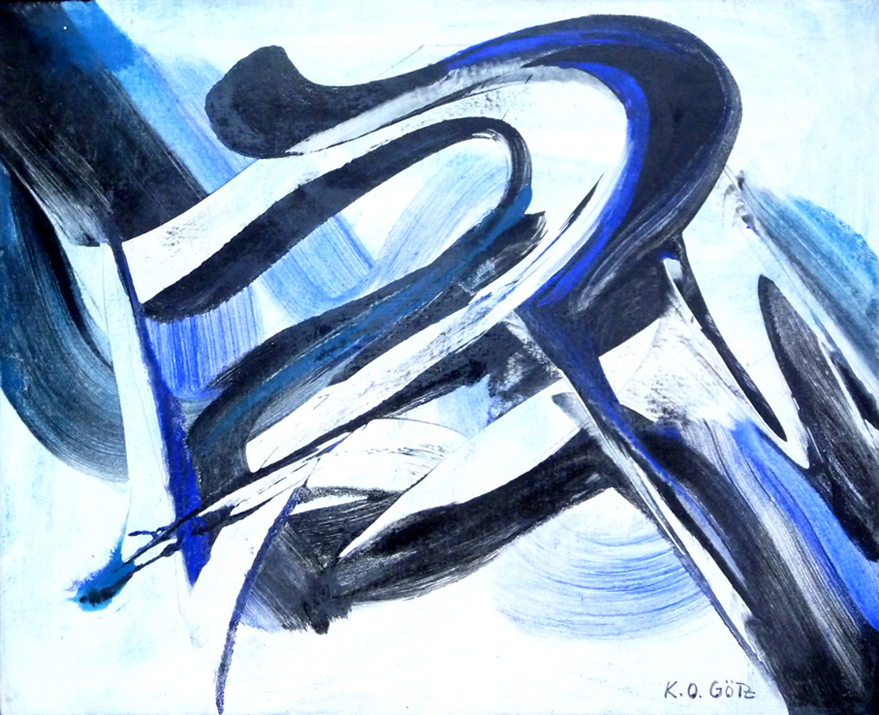
Karl Otto Götz: KO 54

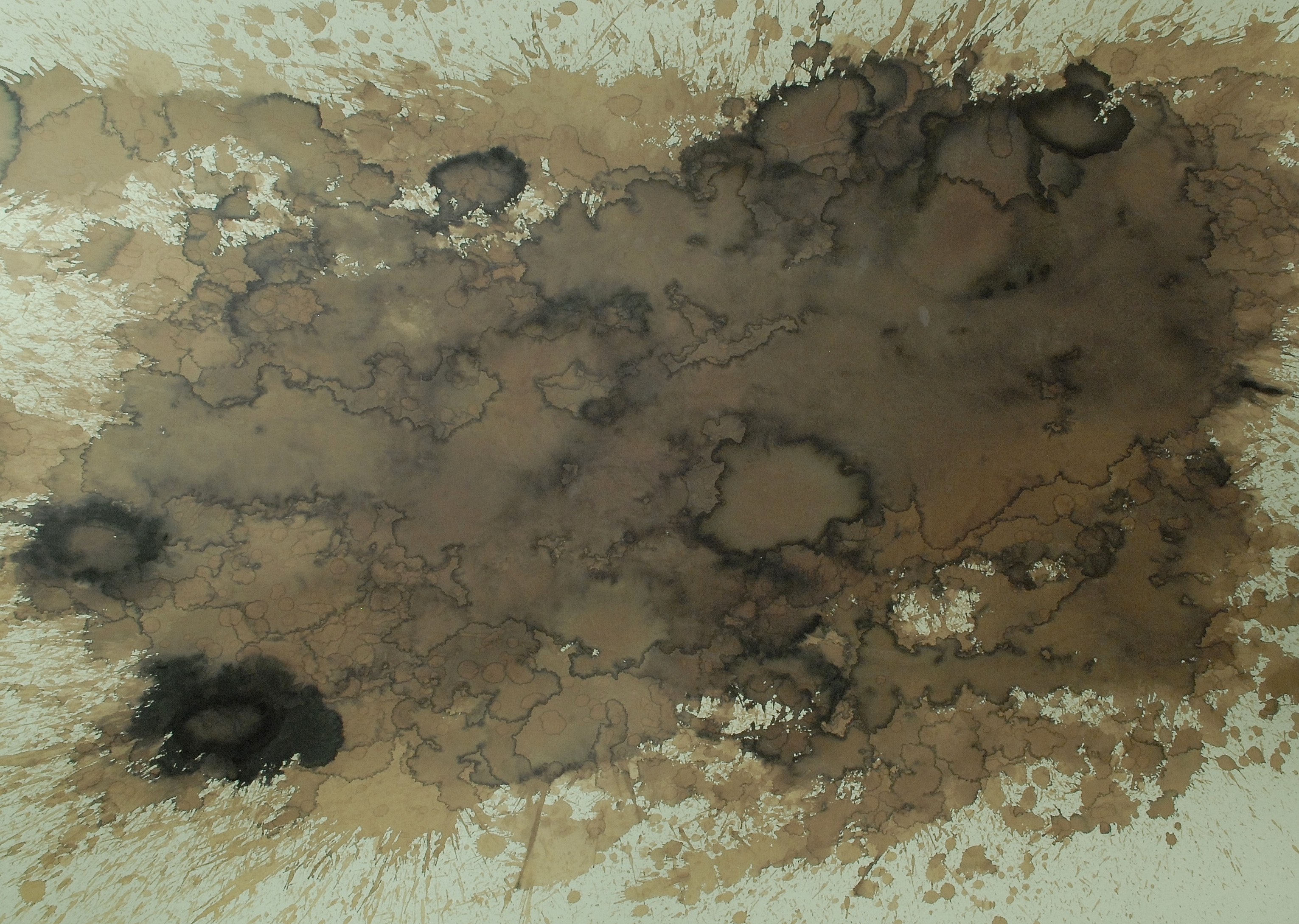
Josef Trattner, abstrakt-expressionistisches Weinbild, 2010

In den Vereinigten Staaten entwickelte sich, unabhängig von der europäischen Entwicklung, das Action Painting, mit Jackson Pollock als seinem Hauptvertreter, der Farbe auf die am Boden ausgebreitete Leinwand tropfte, rinnen ließ oder schleuderte (eine Technik, die auch schon Max Ernst verwendet hatte). Auch Sam Francis, Helen Frankenthaler und der frühe Robert Rauschenberg praktizierten eine schnelle spontane Malerei. Hauptvertreter der meditativen Farbfeldmalerei (Colorfield Painting) sind Barnett Newman und Mark Rothko. Rothko malte große, oft monochrom modulierte Farbflächen mit meditativem Charakter, die mit dem Begriff „expressionistisch“ nicht zu fassen sind, und der immer abgestritten hat, seine Bilder seien „abstrakt“.
Weitere wichtige Künstler des abstrakten Expressionismus waren Mark Tobey, Adolph Gottlieb, Arshile Gorky, Clyfford Still, Willem de Kooning, Franz Kline und Robert Motherwell. Ad Reinhardt wird dieser Richtung ebenfalls zugerechnet, obwohl er sich davon distanzierte. Neben der Ostküsten-Variante der New York School entstanden zwei pazifische Varianten, die California School mit Richard Diebenkorn und die Northwest School des abstrakten Expressionismus mit Mark Tobey und Morris Graves als bedeutendsten Vertretern.
Verwandt ist dem amerikanischen abstrakten Expressionismus die europäische abstrakte Kunst der Nachkriegszeit, die als Informel oder Tachismus bekannt wurde, wobei la tache, d. h. ‚der Fleck‘, als Ausgangspunkt für den Malprozeß diente. Sie stammte aus Frankreich und fand in Deutschland (vornehmlich Düsseldorf) große Resonanz. Wichtige Künstler sind Wols, Jean Fautrier, Hans Hartung, Georges Mathieu aus Frankreich und Peter Brüning, Karl Otto Götz, Emil Schumacher aus Deutschland. In Österreich manifestiert sich die Strömung des abstrakten Expressionismus bis zum 21. Jahrhundert im Werk von Hermann Nitsch und Josef Trattner.

## Entwicklung in den USA
Zweiter Weltkrieg, Judenverfolgung und die Verdammung der modernen Kunst durch die Nationalsozialisten als „Entartete Kunst“ führten zu einer Immigrationswelle europäischer Künstler in die USA, vor allem nach New York. Hans Hofmann eröffnete 1933 in New York die Hofmann School of Fine Arts, Josef Albers lehrte ab 1933 am Black Mountain College. Sie übten dadurch starken Einfluss auf zeitgenössische amerikanische Künstler aus.
Dabei handelt es sich weniger um eine Stilrichtung als ein Konzept, Kunst in spontaner Weise und ohne die Beschränkung durch herkömmliche Formen auszuführen. Zu den führenden Kräften der Bewegung zählten Jackson Pollock, Willem de Kooning und Mark Rothko. Die surrealistische Haltung zur freien Schaffung hatte einen bedeutenden Einfluss auf die Anfänge des abstrakten Expressionismus, vor allem durch den abtrünnigen Surrealisten Wolfgang Paalen, der in seiner Zeitschrift DYN aus Mexiko einen von der Quantenphysik, dem Totemismus und Kubismus neu bestimmten Raumbegriff propagierte.
Peggy Guggenheims Museum und Galerie Art of This Century in New York, die von 1942 bis 1947 moderne Kunst ausstellte, war ein Treffpunkt europäischer surrealistischer und junger amerikanischer Künstler und bot den wichtigsten Ausstellungsraum in der Entwicklungszeit des abstrakten Expressionismus. Zu dieser Zeit stellte Barnett Newman eine Liste der gewünschten Vertreter für das zu gründende New Art Movement auf. Er nannte neben Gottlieb, Rothko, Pollock, Hofmann, Baziotes und Gorky auch Wolfgang Paalen. Motherwell dagegen versah er darin noch mit einem Fragezeichen.
Als abstrakt expressionistisch wurden in den USA zuerst Werke des russischen Malers Wassily Kandinsky bezeichnet und zwar von Alfred H. Barr, dem ersten Direktor des New Yorker Museum of Modern Art. Maler der europäischen Avantgarde, die während des Zweiten Weltkriegs nach New York emigriert waren, darunter Max Ernst, Marcel Duchamp, Marc Chagall, Yves Tanguy, Piet Mondrian sowie 1947 in einem mehrmonatigen Aufenthalt Joan Miró, belebten bei amerikanischen Künstlern das Interesse für abstrakte Malerei neu und bereiteten den Boden für den Triumph der abstrakten Malerei in den 1940er und 1950er Jahren vor.
Diese Generation der Künstler war von einer tiefen Fortschrittskritik geprägt, vor allem durch die Erfahrungen des Zweiten Weltkriegs und den Abwurf der Atombombe auf Hiroshima. Wolfgang Paalens Theaterstück The Beam of the Balance, eine Tragikomödie, ist eine Reflexion auf die ungebrochene Macht des Stalinschen Staatsterrorismus, die US-amerikanischen Atombombenabwürfe auf Hiroshima und Nagasaki im Sommer 1945 und die Gefahr einer aus dem Gleichgewicht geratenen Wissenschaft im Allgemeinen. Es wurde erstmals bekannt durch eine halböffentliche Lesung im Hause Robert Motherwells in East Hampton im Sommer 1946. Bei Vertretern des abstrakten Expressionismus wie Barnett Newman und Mark Rothko wird eine ähnliche Haltung deutlich.

## US-amerikanische Künstler
- Hans Hofmann (1880–1966)
- Mark Tobey (1890–1976)
- Bradley Walker Tomlin (1899–1953)
- Mark Rothko (1903–1970)
- Adolph Gottlieb (1903–1974)
- Seymour Lipton (1903–1986)
- Arshile Gorky (1904–1948)
- Clyfford Still (1904–1980)
- Willem de Kooning (1904–1997)
- Barnett Newman (1905–1970)
- Lee Krasner (1908–1984)
- Franz Kline (1910–1962)
- Jackson Pollock (1912–1956)
- Morris Louis (1912–1962)
- William Baziotes (1912–1963)
- Agnes Martin (1912–2004)
- Ad Reinhardt (1913–1967)
- Philip Guston (1913–1980)
- Conrad Marca-Relli (1913–2000)
- Robert Motherwell (1915–1991)
- Jon Schueler (1916–1992)
- David Hare (1917–1992)
- Richard Diebenkorn (1922–1993)
- Theodoros Stamos (1922–1997)
- Grace Hartigan (1922–2008)
- Sam Francis (1923–1994)
- Michael Goldberg (1924–2007)
- Joan Mitchell (1925–1992)
- Cy Twombly (1928–2011)
- Helen Frankenthaler (1928–2011)

## Semantische Verallgemeinerung
Wenn die Bezeichnung Expressionismus für diese Form abstrakter Malerei einen semantischen Sinn haben soll, dann muss sie auf einen inhaltlichen Anspruch verweisen, der diese Malerei von einer bloß bildhaften Konstruktion oder Formensprache abhebt. Tatsächlich will sie darüber hinaus eine geistig-seelische Regung oder Befindlichkeit des Künstlers ausdrücken und über die bildnerische Darstellung dem Betrachter vermitteln. So heißt es bei Barbara Hess: „Alle abstrakten Expressionisten wollten Emotionen und Ideen .... transportieren.“ Dieser künstlerische Anspruch steht als geistig-religiöse Botschaft am Beginn der neuzeitlichen Malerei, und er tritt, je mehr die moderne Malerei sich vom Gegenständlichen löst, nicht etwa zurück, sondern vermag sich im Gegenteil mit zunehmender Abstraktion potentiell um so stärker zu entfalten, wie es bei van Gogh und dann im deutschen Expressionismus nachzuweisen ist. Das mag die Vermittlung von Stimmungen und Empfindungen sein, etwa menschlicher Grundgefühle, die Mark Rothko für sich beansprucht und die, wie er berichtet, die Betrachter seiner Bilder nicht selten in Tränen ausbrechen ließ, oder den Betrachter seinen eigenen Seelenzustand ergründen lassen, wie es Clyfford Still postuliert hat, der aber seinerseits in seinem Werk Leben und Tod „in erschreckender Weise“ zu verbinden glaubt. Der Betrachter mag die Heiterkeit, Leichtigkeit, oder auch Erhabenheit, Bedrohung nachempfinden, die sich in einem abstrakten Bild ausdrücken lässt. Selbst ein Werk des Informel soll noch Strömungen aus dem Unterbewusstsein des Künstlers auszustrahlen vermögen – oder zumindest seine überschäumende Energie, wie im Falle von Jackson Pollock. Freilich: Weder der Kunstkritiker noch der Künstler selbst sollte in ein Werk zu viel an tiefsinnigem Gehalt hineininterpretieren; vielleicht ist es auch nur, aber immerhin, der Wunsch nach einer harmonischen oder dynamischen Komposition, die schon Alexej von Jawlensky als das Ziel jedes Expressionisten bezeichnet hat – in der ungegenständlichen Malerei nicht anders als in der von Natur aus ungegenständlichen Musik.
Mit diesem Bedeutungsgehalt andererseits ist der Begriff des abstrakten Expressionismus über seine spezifisch nordamerikanische Ausprägung hinaus als Kennzeichnung einer bestimmten Kunstrichtung, einer Malerei der ausdrucksstarken (expressiven) Abstraktion, verallgemeinerungsfähig.

## Abstrahierender Expressionismus
Mit dem Attribut „abstrahierender“ Expressionismus kann ein Wesensmerkmal des Expressionismus in der bildenden Kunst charakterisiert werden. Wenn es das Bestreben des Expressionisten ist, die gesehene oder in einem tieferen Sinn „erlebte“ gegenständliche Vorlage im Lichte seiner Empfindungen zu interpretieren, bedeutet das zwangsläufig ein Abgehen von der naturalistischen Komposition und damit zumeist eine vereinfachende und auf das Wesentliche reduzierte Darstellung. Der Künstler nimmt sich jede Freiheit, in Form und Farbe über den Natureindruck hinauszugreifen, den Bezug zur Gegenständlichkeit zu überhöhen oder aufzulösen, um damit seine persönlichen Vorstellungen und Emotionen auszudrücken.  Sehr weit fortgeschritten ist die Verfremdung des Gegenständlichen bereits um 1910 bei Expressionisten wie etwa Wassily Kandinsky und Franz Marc (die bekannten „blauen Pferde“), wo die Freude an der selbst gewählten Farbigkeit ganz offensichtlich den Ton angibt. Doch bleibt das Sujet, zumeist aus Natur und Landschaft entnommen, grundsätzlich als solches erkennbar oder als Ausgangspunkt nachvollziehbar.

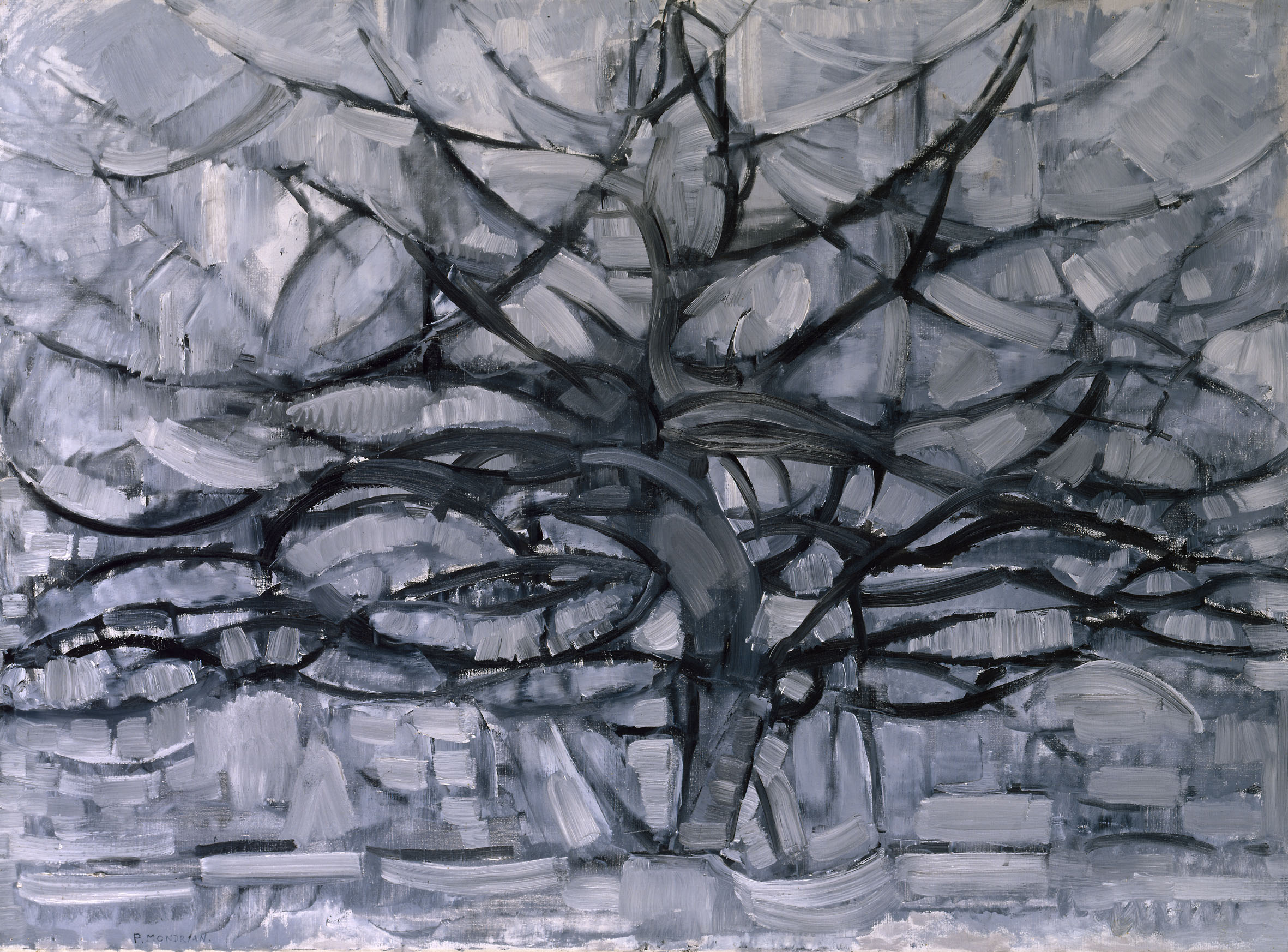
Piet Mondrian, Gray Tree, 1911

In einem engeren Sinn bezeichnet der abstrahierende Expressionismus jedoch eine fortgeschrittene Entwicklungsstufe auf dem Weg zur totalen Abstraktion, zur gegenstandslosen Malerei, in der das Motiv nur noch als Vorwurf für ein freies Spiel mit Formen und Farben dient, dem Künstler die Anregungen für sein Bemühen um reine Ästhetik, vollkommenen Ausdruck, nachhaltige Wirkung liefert. Ein Beispiel hierfür ist das Frühwerk von Piet Mondrian, der zu Beginn des letzten Jahrhunderts die Figuration spielerisch überwindet, aber in manchen seiner Baumbilder bereits die streng geometrische Abstraktion erahnen lässt, die ihn später berühmt machen sollte. Oder der frühe Clyfford Still, der sein Werk zwei Jahrzehnte später mit einer zunehmenden Auflösung des gegenständlichen Sujets begann und nicht zufällig als anerkannter Meister eines völlig gegenstandslosen Expressionismus abschloss. Als deutscher zeitgenössischer Maler ist Bernd Zimmer beispielhaft, der erklärtermaßen von der Gegenständlichkeit zur reinen Farbmalerei hinstrebt.

## Abstrakter Expressionismus im Kalten Krieg
Der abstrakte Expressionismus wurde im Kalten Krieg als „Aushängeschild“ für den „freien Westen“ funktionalisiert. Obwohl er noch im eigenen Land erbitterte Gegner im konservativen Lager hatte, die abstrakte Kunst als unamerikanisch diffamierten, sollte er im internationalen Ausstellungsbetrieb für ein „modernes, liberales Amerika“ werben.
Anlässlich des Pariser „Kongresses für kulturelle Freiheit“ 1952 zeigte das Museum of Modern Art eine Ausstellung mit Meisterwerken des abstrakten Expressionismus. Der Kurator der Ausstellung verwies darauf, dass hier Werke gezeigt würden, „die in totalitären Systemen wie dem Deutschland der Nazi-Zeit oder dem heutigen Sowjet-Rußland und seinen Satelliten nicht hätten entstehen geschweige denn ausgestellt werden können.“ Diese Feststellung stellt sich als nicht ganz richtig heraus, wie es weiter unten gezeigt werden kann.
1953 wurden zwölf zeitgenössische US-amerikanische Maler und Bildhauer in Europa vorgestellt, darunter die Altmeister John Marin, Stuart Davis, Edward Hopper und der Sozialist Ben Shahn. Abstrakt-expressionistische Werke machten sogar nur ein Viertel der Ausstellung Modern Art in the United States aus der Sammlung des New Yorker Museum of Modern Art aus, die 1956 in Europa zu sehen war. Erst 1958/59er triumphierte die neueste Malerei, The New American Painting zeigte einundachtzig Bilder von siebzehn abstrakt-expressionistischen Künstlern in acht westeuropäischen Metropolen und anschließend im Museum of Modern Art in New York. Die von Dorothy Canning Miller, der einflussreichen Kuratorin des MoMA, zusammengestellte Show veränderte das Bild Europas von der Kunst der USA. Ermöglicht worden war sie durch die Unterstützung der Rockefeller Foundation und das Engagement von Blanchette Ferry Rockefeller. In Rom, Basel, Amsterdam, Brüssel, Paris, Berlin und London und auf der documenta II in Kassel (1959) war die Jackson Pollock-Retrospektive zu sehen, die Frank O’Hara für die 4. Biennale von São Paulo (1957) zusammengestellt hatte. In Kassel wurden außerdem die Arbeiten aller Künstler der New American Painting-Show und weiterer Amerikaner ausgestellt, insgesamt 144 Arbeiten von 44 Künstlern.
Nach Karl Eimermacher berichtet ein amerikanischer Journalist von den Weltjugendfestspielen in Moskau 1957 „Unsere (amerikanischen Künstler, K.E.) meinten die Russen mit einer Welle von aggressiven Abstraktionen zu verblüffen. Man ging vom letzten Schrei avantgardistischer Richtungen aus und hoffte, mit all diesem Eklektizismus den sozialistischen Realismus k.o. zu schlagen. Ununterbrochen produzierte man Bilder, wie am Fließband. War eine Leinwand fertig, griff man schon zur nächsten. Die Russen waren wie erschlagen. Ein solches Tempo hatten sie nicht erwartet. Den Zöglingen der Akademie blieb nichts anderes übrig als ihre Position mit Worten zu verteidigen. Man stritt heftig. Wir wurden wegen der Vernachlässigung sozialer Probleme angegriffen, wohingegen wir einwendeten: Zuerst müsse man lernen, mit dem Material umzugehen! So ging es, bis ein merkwürdig aussehender Bursche mit zwei Eimern Farbe auftauchte, die er sich bei den gelangweilt zusehenden Anstreichern zusammen mit einem an einem Stock hängenden Scheuerlappen geliehen hatte. Als er seine Leinwand ausgebreitet hatte, kippte er – soweit dies die Räumlichkeiten zuließen – beide Eimer über sie aus, sprang mitten in die blau-grüne Pfütze und begann verzweifelt, mit dem Schrubber zu arbeiten. Alles dauerte nicht länger als zehn Sekunden. Wir erstarrten vor Begeisterung. Zu unseren Füßen lichtete sich ein großes Frauenporträt, virtuos gestaltet, raffiniert und mit einem feinfühligen Verständnis. Der Bursche blinzelte einem der zu Stein gewordenen Amerikanern zu, klatschte ihm mit der völlig verschmierten Handfläche auf den Hintern und sagt: ‚Hört auf, euch mit Malerei zu beschäftigen, ich bringe euch erst mal Zeichnen bei.‘“
In ihrem Buch: Who Paid the Piper. The CIA and the Cultural Cold War vermerkte die britische Historikerin und Journalistin Frances Stonor Saunders (* 1966), dass die CIA Jackson Pollock und andere abstrakte Expressionisten subventionierte. Dies geschah im Wege des Congress for Cultural Freedom und in Übereinstimmung mit der Förderungspolitik der Rockefeller Foundation und der Ford Foundation. Während Stalin in seinem unmittelbaren Machtbereich den sozialistischen Realismus forcierte und in Paris linke Intellektuelle wie Jean-Paul Sartre und Pablo Picasso die Kulturszene dominierten, weiters der mexikanische Muralismus um Diego Rivera und David Alfaro Siqueiros, der in der Ära der Großen Depression, des Amerikanischen Regionalismus und der New Deal Wandmalerei auf die USA ausgestrahlt hatte, ebenfalls der KP-Seite zugeneigt war, bot sich nach dem Krieg der abstrakte Expressionismus auch im zerstörten Europa als Demonstration politischer und künstlerischer Freiheit (ohne sozialkritische Botschaft) an. Während die Kunstströmung als förderungswürdig im Sinne der Soft Power galt, waren die individuellen Künstler nicht unbedingt systemkonform.
Welche Erschütterung die New American Painting Show hervorrief, ist auch an dem Melbourner Antipodean Manifesto einer Gruppe figurativer Maler und des marxistischen Kunsthistorikers Bernard Smith gegen die amerikanisch dominierte Abstraktion abzulesen.

## Kunstmarkt
Unter den Galeristen der abstrakten Expressionisten sind neben Peggy Guggenheim die Künstlerin Betty Parsons die Kunsthändler Charles Egan, Samuel Kootz und Sidney Janis hervorzuheben.
Bilder des Abstrakten Expressionismus erfreuen sich einer steigenden Nachfrage von privaten Kunstsammlern, während staatliche Museen entsprechende Ankäufe kaum noch finanzieren können. Seit der Jahrtausendwende erzielen Bilder von Willem de Kooning, Mark Rothko, Clyfford Still oder Barnett Newman auf Auktionen Spitzenpreise im zweistelligen Millionenbereich. Da diese Bilder ein enges, geschlossenes Marktsegment repräsentieren, die Anzahl der betreffenden Künstler und Objekte begrenzt bleibt, erfreuen sie sich von Seiten der Käufer eines Vertrauens in stetig wachsende Preise und sind daher beliebte Spekulationsobjekte, da man auf hohe Gewinne hoffen kann.

## Ausstellungen
- 2016: Abstract Expressionism, Royal Academy of Arts, London. Katalog.[22]